# مؤسسة ثنائيات الدرعية
ثنائيات الدرعية مؤسسة ثقافية سعودية تعنى بالفنون المعاصرة، أنشئت في مايو 2020، وتتولى مسؤولية تنظيم بينالي سنوي في المملكة العربية السعودية يتم التناوب فيه بين معرضٍ للفنون المعاصرة ومعرضٍ للفنون الإسلامية. يرأس مجلس إدارة المؤسسة وزير الثقافة الأمير بدر بن عبد الله بن فرحان.